# Нерстранд (Міннесота)
Нерстранд (англ. Nerstrand) — місто (англ. city) в США, в окрузі Райс штату Міннесота. Населення — 273 особи (2020).

## Географія
Нерстранд розташований за координатами 44°20′35″ пн. ш. 93°3′50″ зх. д. / 44.34306° пн. ш. 93.06389° зх. д. (44.342955, -93.063807).  За даними Бюро перепису населення США в 2010 році місто мало площу 3,67 км², уся площа — суходіл.

## Демографія

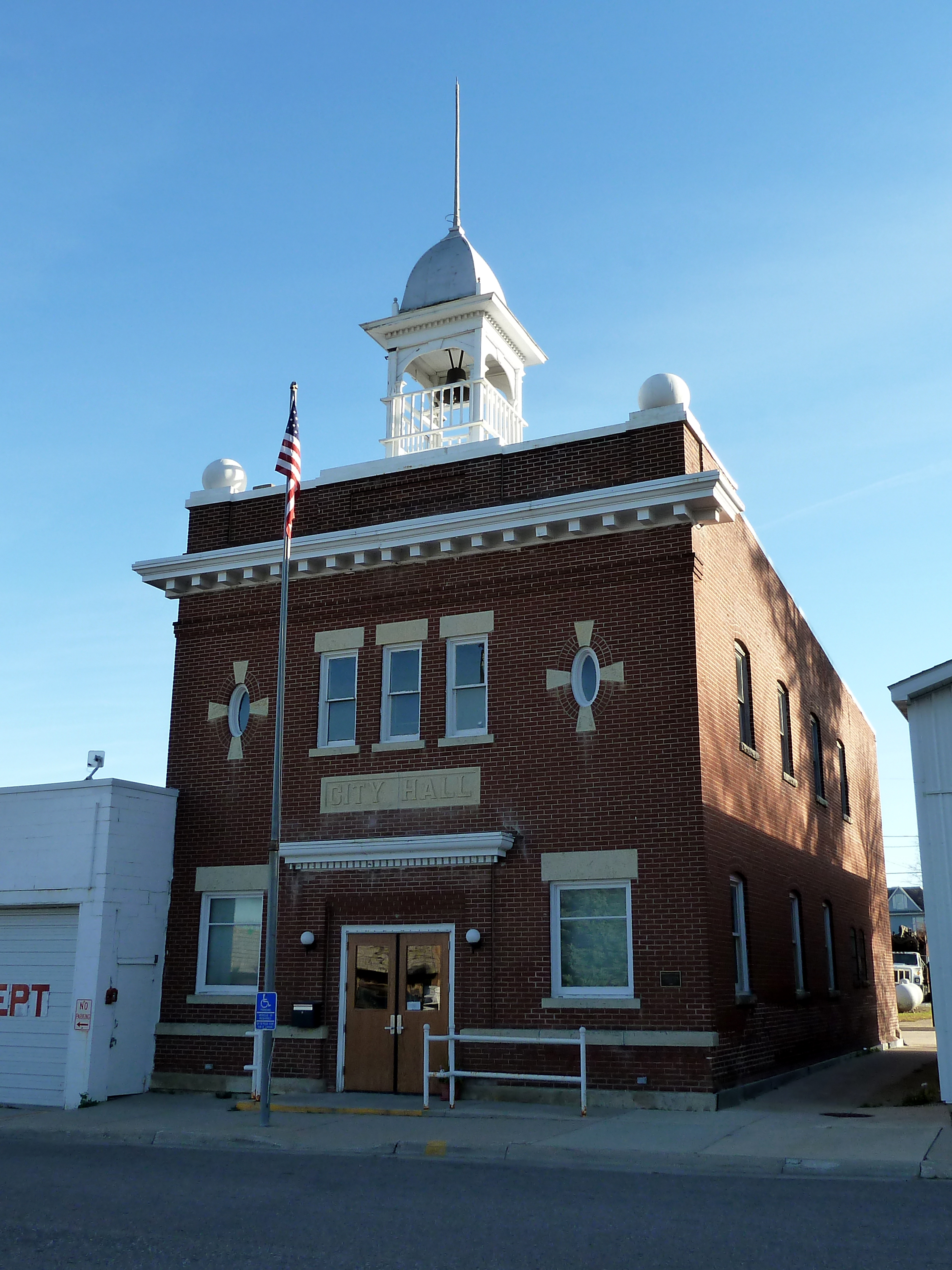
Будівля муніципалітету Нерстранда, перебуває у списках культурної спадщини США

Згідно з переписом 2010 року, у місті мешкало 295 осіб у 108 домогосподарствах у складі 91 родини. Густота населення становила 80 осіб/км².  Було 120 помешкань (33/км²).
Расовий склад населення:
| - 96,9 % — білих - 0,7 % — азіатів - 0,3 % — корінних американців - 1,7 % — осіб інших рас |

До двох чи більше рас належало 0,3 %. Частка іспаномовних становила 3,1 % від усіх жителів.
За віковим діапазоном населення розподілялося таким чином: 28,1 % — особи молодші 18 років, 56,6 % — особи у віці 18—64 років, 15,3 % — особи у віці 65 років та старші. Медіана віку мешканця становила 37,1 року. На 100 осіб жіночої статі у місті припадало 91,6 чоловіків;  на 100 жінок у віці від 18 років та старших — 96,3 чоловіків також старших 18 років.
Середній дохід на одне домашнє господарство  становив 73 518 доларів США (медіана — 67 500), а середній дохід на одну сім'ю — 78 481 долар (медіана — 71 000). Медіана доходів становила 50 682 долари для чоловіків та 36 528 доларів для жінок. За межею бідності перебувало 0,7 % осіб, у тому числі 0,0 % дітей у віці до 18 років та 2,9 % осіб у віці 65 років та старших.
Цивільне працевлаштоване населення становило 169 осіб. Основні галузі зайнятості: освіта, охорона здоров'я та соціальна допомога — 23,7 %, виробництво — 17,8 %, роздрібна торгівля — 14,8 %.